# Pantograf

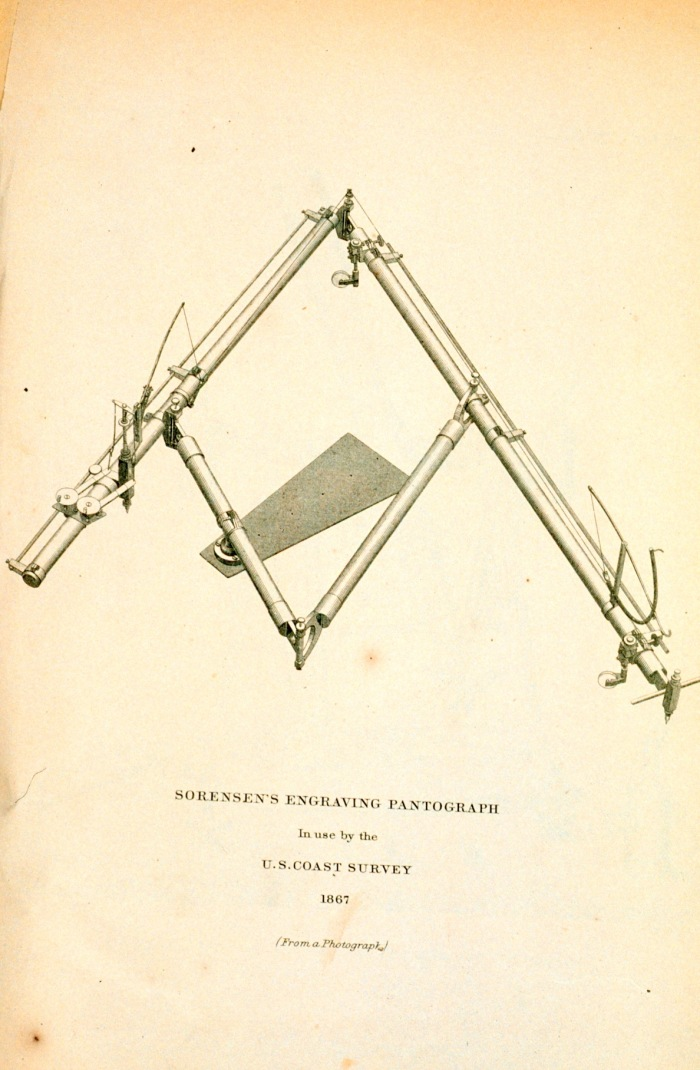
Sorensens Gravurpantograf um 1867

Pantograf oder Pantograph (vereinzelt auch Pantagraf bzw. Pantagraph) bedeutet wörtlich aus dem Griechischen übersetzt „Allesschreiber“ oder „Alleszeichner“. Das Gerät, auch als Storchenschnabel bezeichnet, ist ein mechanisches Präzisionsinstrument für das Übertragen von Zeichnungen im gleichen, größeren oder kleineren Maßstab. 
In der Textil-Industrie war "Pantograph" eine Berufsbezeichnung für Sticker an Handstick-Maschinen (sie wurde ab ca. 1900 abgelöst durch den Beruf des "Punchers", der Lochkarten für Stickmaschinen herstellte).

## Entwicklung
Bereits 1603 wurde der mechanische Pantograf von Christoph Scheiner erfunden. Heute gibt es auch optische Pantografen.

## Anwendung

### Skalieren von Zeichnungen

Demonstration der Funktionsweise

Früher wurden Pantografen zur Übertragung, Verkleinerung und Vergrößerung von Bildern, Mustern, Karten und Plänen benutzt, beispielsweise in der Kartografie und Geodäsie oder bei Handstickmaschinen. Pantografen waren lange die einzige Möglichkeit, Zeichnungen auch mit wechselndem Maßstab zuverlässig zu übertragen. Heute, in der Zeit von CAD und Digitaler Bildbearbeitung, spielt der Pantograph in der Technik keine große Rolle mehr, wird aber mitunter noch als Malspielzeug für Kinder und Jugendliche oder für Versuchszwecke eingesetzt.

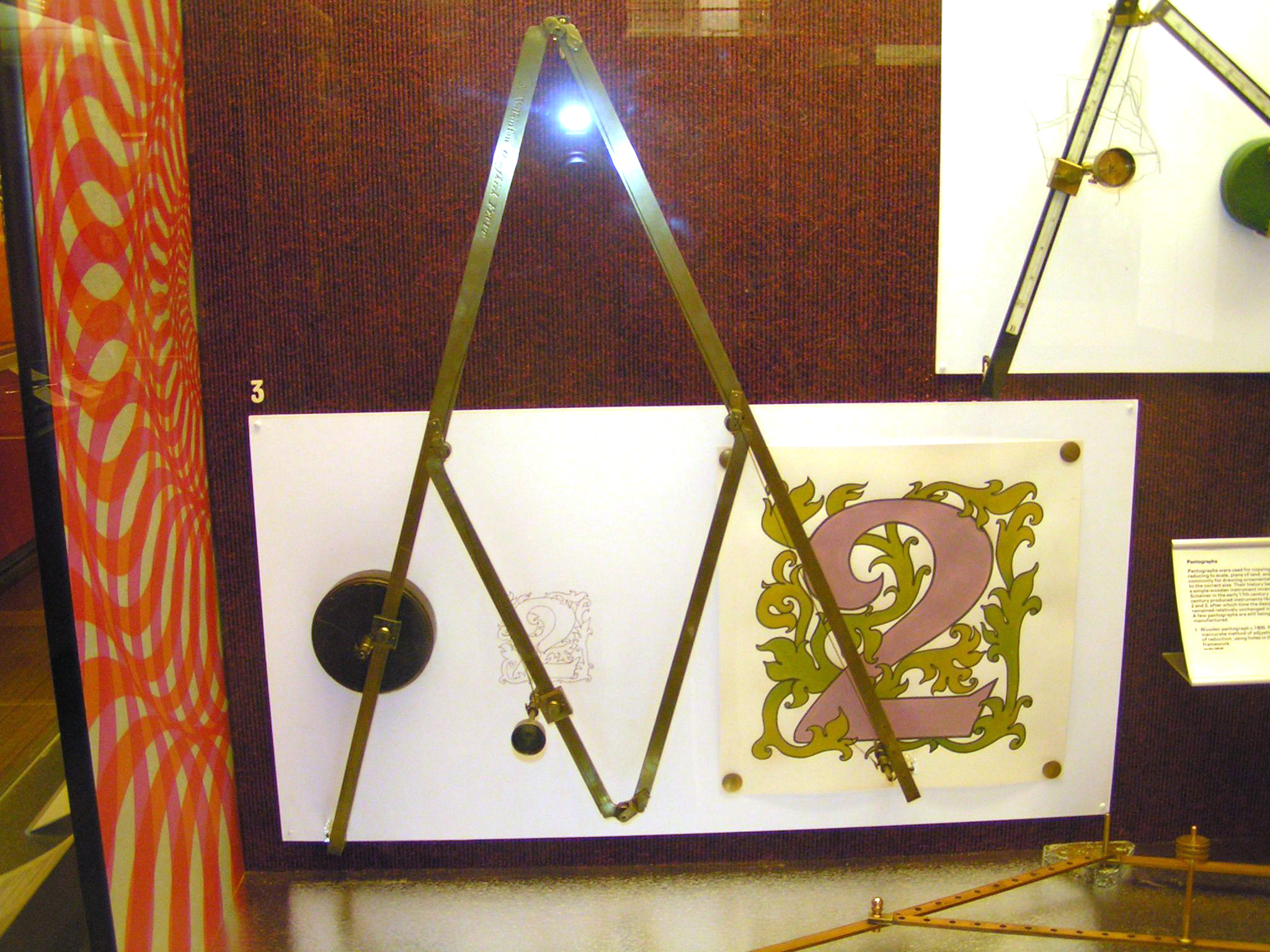
Mechanischer Pantograf: Einsatz beim Musterzeichnen
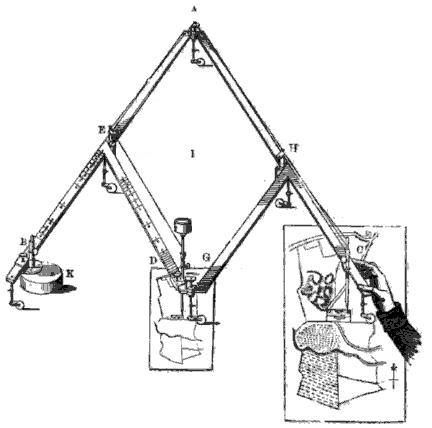
Pantograph beim Skalieren einer Karte
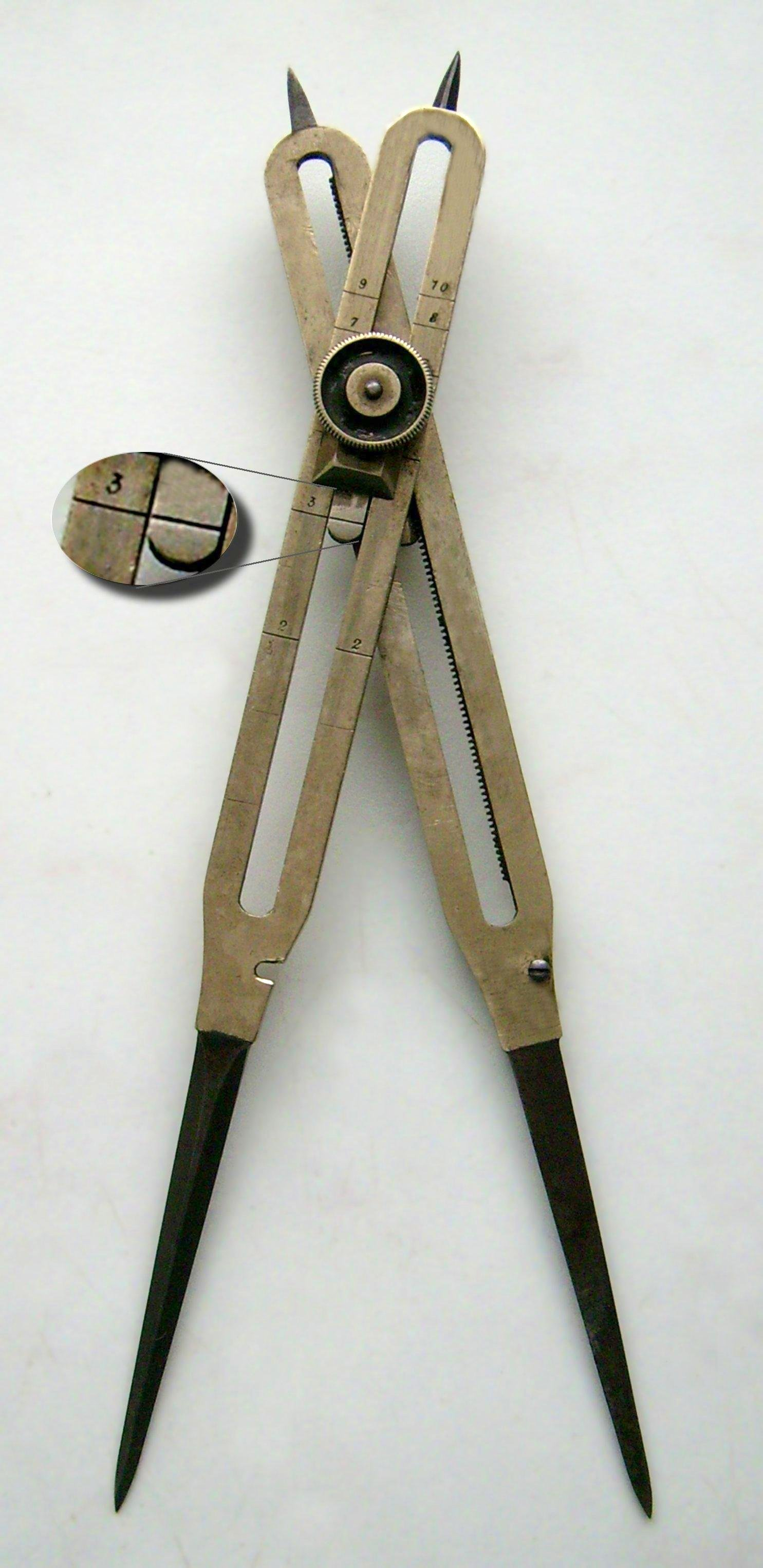
Einfache Transformationshilfe (Reduktionszirkel)

### Skalieren bei Fräsarbeiten
Mechanische Pantografen finden sich auch noch bei Kopierfräsen und ermöglichen dort durch stufenlose Verstellung der Gelenkwinkel bzw. der Stiftaufnehmer jeden beliebigen Verkleinerungsmaßstab. Vergrößerungen werden bei dieser Anwendung eher selten verwendet, weil die Qualität der Bahnführung technische Grenzen aufweist und Führungsfehler bei Vergrößerung ebenfalls mit skaliert werden. Die Führung mittels mechanischem Pantografen bewirkt eine Bewegung in allen drei Raumachsen. Es lässt sich also neben der Bearbeitungsposition auch die Bearbeitungstiefe bzw. das Abheben des Fräsers vom Werkzeug mit bestimmen. Die Führung geschieht meist von Hand durch den Bediener. Solch ein Gerät bekommt meist Buchstaben-Schablonen als Vorlage, so dass man damit zum Beispiel Türschilder fertigen kann. Die erzeugten großflächigen Gravuren in Metall oder Kunststoffen werden danach oft mit Farbe verfüllt, sofern das Material nicht bereits farblich mehrschichtig aufgebaut ist.
Im Jahr 1834 konstruierte William Leavenworth in den USA die erste Holzletternfräse.

### Watt-Mechanismus
Beim Watt-Mechanismus werden das Wattgestänge und das Wattparallelogram kombiniert, um eine Rotationsbewegung  (mit dem Gestänge) in eine Parallelbewegung umzuwandeln und diese (mit dem Parallelogramm, das die Rolle eines Pantographen übernimmt) zu übersetzen.

## Funktionsweise

### Generelle Funktionsweise

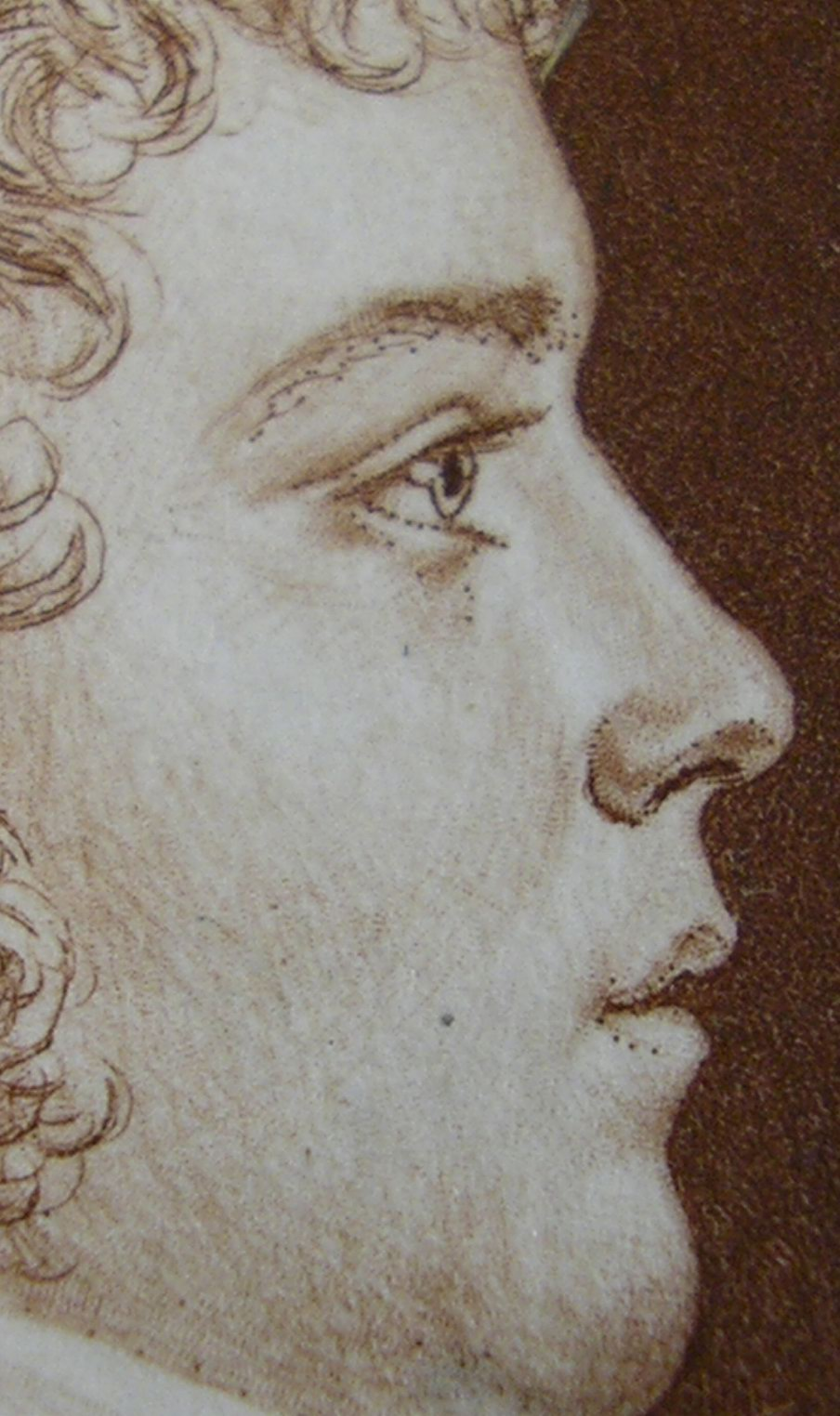
Detail einer Radierung (Physionotrace), die mit Hilfe eines Pantografen auf der Kupferplatte vorgezeichnet wurde. Man erkennt die gepunktete Linie, die von der auf die Druckplatte tippenden Radiernadel erzeugt wurde.

Der Pantograf besteht aus vier Leisten (je nach Bauform), die gelenkig miteinander verbunden sind (siehe Skizze, V1–3 und B sind die Gelenke). S bezeichnet den Punkt, um den der Pantograf gedreht wird. Dieser wird neben der Vorlage aufgesetzt. Zur Vergrößerung einer Vorlage wird diese mit dem Stift B abgefahren; Stift Z erzeugt dann die Vergrößerung. Zur Verkleinerung fährt man die Vorlage mit Stift Z ab; Stift B erzeugt die Verkleinerung:
Hinweise: Die Strecke {\displaystyle {\overline {SZ}}}, zu der auch der Punkt B gehört, wurde zur besseren Veranschaulichung eingefügt, sie ist kein Baubestandteil. Ein Kopierfaktor von 1:1 ist systembedingt nur mit speziell darauf abgestimmten Schenkelkonstruktionen möglich.

### Mathematische Erklärung
Die grünen Linien bezeichnen das Strahlenbündel, die blauen die Parallelenschar. Laut den Strahlensätzen gilt: {\displaystyle {\frac {\overline {SV1}}{\overline {SV3}}}={\frac {\overline {SB}}{\overline {SZ}}}}
Dies bedeutet also, dass bei einem Verhältnis von {\displaystyle {\frac {\overline {SV1}}{\overline {SV3}}}={\frac {1}{3}}} und S als Fixpunkt die Verschiebung des Punktes B um 1 LE (Längeneinheit) eine Verschiebung des Punktes Z um drei LE zur Folge hat. Somit lassen sich mit Hilfe des Pantographen Vergrößerungen bzw. Verkleinerungen im Maßstab {\displaystyle {\frac {\overline {SV1}}{\overline {SV3}}}} erstellen.